# Niphates digitalis
Niphates digitalis Lamarck, 1814 è una spugna marina della classe Demospongiae.

## Descrizione
Questa spugna di forma tubolare o a calice è alta fino a 30 cm ed è comunemente rosa o viola, a anche azzurra o traslucida.
Ha uno scheletro di spicole di silicio immerse in fibre organiche; di solito, attorno all'apertura c'è un labbro sottile e molto seghettato, simile a una membrana che circonda l'osculo.
Molto spesso possiede una copertura di zoanthids (o fragili stelle), quando ciò non avviene, la sua superficie sembra avere una copertura di piccole sporgenze coniche.

## Distribuzione e habitat
Questa specie abita le acque dei Caraibi.